# Francis Lai
Francis Albert Lai, talvolta scritto erroneamente Lay (Nizza, 26 aprile 1932 – Parigi, 7 novembre 2018), è stato un compositore francese di colonne sonore cinematografiche.

## Biografia
Nato a Nizza in una famiglia di origine sarda di Ozieri, Lai si trasferì a Parigi intorno ai vent'anni e cominciò a frequentare gli ambienti musicali di Montmartre. Nel 1965 ricevette da Claude Lelouch l'incarico di scrivere la colonna sonora per il film Un uomo, una donna, uscito l'anno seguente. Il film fu un grande successo internazionale e vinse diversi premi Oscar. Per Lai fu la consacrazione che gli aprì le porte al cinema di lingua inglese, in Gran Bretagna e negli Stati Uniti.
Nel 1970 scrisse la colonna sonora per L'uomo venuto dalla pioggia e per Love Story che lo lanciò definitivamente nel novero dei grandi compositori di colonne sonore facendogli vincere il premio Oscar per la miglior colonna sonora. Grande amico di Mireille Mathieu, sarà proprio la vedette internazionale a interpretare la versione cantata di Love Story con il titolo Une histoire d'amour. 
Muore a Parigi il 7 novembre 2018 all'età di 86 anni.

## Premi
- Premio Oscar per la miglior colonna sonora per Love Story 1970
- Golden Globe per la miglior colonna sonora Love Story 1970
- César per la miglior colonna sonora Una vita non basta 1988

## Filmografia

### Cinema
- La fortuna del guerriero, episodio di L'amore e la chance (La Chance et l'amour), regia di Claude Berri (brano La marcia del guerriero) (1964)
- Fragilité, ton nom est femme, regia di Nadine Trintignant - cortometraggio (1965)
- Un uomo, una donna (Un homme et une femme), regia di Claude Lelouch (1966)
- Le Petit cheval de bois, regia di Richard Balducci - cortometraggio (1966)
- Il magnifico Bobo (The Bobo), regia di Robert Parrish (1967)
- Il più grande colpo del secolo (Le Soleil des voyous), regia di Jean Delannoy (1967)
- Mon amour, mon amour, regia di Nadine Trintignant (1967)
- Vivere per vivere (Vivre pour vivre), regia di Claude Lelouch (1967)
- Il complesso del sesso (I'll Never Forget What's'isname), regia di Michael Winner (1967)
- La gatta dagli artigli d'oro (La Louve solitaire), regia di Edouard Logereau (1968)
- 13 jours en France, regia di Claude Lelouch e François Reichenbach (1968)
- Il castello di carte (House of Cards), regia di John Guillermin (1968)
- Mayerling, regia di Terence Young (1968)
- Una lezione particolare (La leçon particulière), regia di Michel Boisrond (1968)
- Les Neiges de Grenoble, regia di Jacques Ertaud e Jean-Jacques Languepin - documentario (1968)
- Les Tontons du festival, regia di Richard Balducci - cortometraggio (1968)
- La vita, l'amore, la morte (La vie, l'amour, la mort), regia di Claude Lelouch (1969)
- La straordinaria fuga dal campo 7A (Hannibal Brooks), regia di Michael Winner (1969)
- In 2 sì, in 3 no (Three Into Two Won't Go), regia di Peter Hall (1969)
- Un tipo che mi piace (Un homme qui me plaît), regia di Claude Lelouch (1969)
- La moglie nuova (La Modification), regia di Michael Worms (1969)
- L'uomo venuto dalla pioggia (Le passager de la pluie), regia di René Clément (1970)
- Due occhi pieni di sole (Du soleil plein les yeux), regia di Michel Boisrond (1970)
- With Love in Mind, regia di Robin Cecil-Wright (1970)
- I formidabili (The Games), regia di Michael Winner (1970)
- Hello Goodbye, regia di Jean Negulesco (1970)
- La canaglia (Le Voyou), regia di Claude Lelouch (1970)
- Love Story, regia di Arthur Hiller (1970)
- Madly, il piacere dell'uomo (Madly), regia di Roger Kahane (1970)
- Quel violento mattino d'autunno (Le Petit Matin), regia di Jean-Gabriel Albicocco (1971)
- 3 dritti a Saint Tropez (Smic Smac Smoc), regia di Claude Lelouch (1971)
- Le pistolere (Les Pétroleuses), regia di Christian-Jaque (1971)
- L'odore delle belve (L'Odeur des fauves), regia di Richard Balducci (1972)
- L'avventura è l'avventura (L'aventure c'est l'aventure), regia di Claude Lelouch (1972)
- Il sole nella polvere (Dans la poussière du soleil), regia di Richard Balducci (1972)
- La corsa della lepre attraverso i campi (La course du lièvre à travers les champs), regia di René Clément (1972)
- C'era una volta Pollicino (Le Petit Poucet), regia di Michel Boisrond (1972)
- Regolamento di conti (Les hommes), regia di Daniel Vigne (1973)
- Una donna e una canaglia (La bonne année), regia di Claude Lelouch (1973)
- Un uomo libero (Un homme libre), regia di Roberto Muller (1973)
- Il girotondo dell'amore (Reigen), regia di Otto Schenk (1973)
- Iran, regia di Claude Lelouch - cortometraggio (1973)
- Ultimatum alla polizia (Par le sang des autres), regia di Marc Simenon (1974)
- Visit to a Chief's Son, regia di Lamont Johnson (1974)
- Male d'amore (Un amour de pluie), regia di Jean-Claude Brialy (1974)
- Tutta una vita (Toute une vie), regia di Claude Lelouch (1974)
- Child Under a Leaf, regia di George Bloomfield (1974)
- Il matrimonio (Mariage), regia di Claude Lelouch (1974)
- Il gatto, il topo, la paura e l'amore (Le chat et la souris), regia di Claude Lelouch (1975)
- Baby Sitter - Un maledetto pasticcio (Jeune fille libre le soir), regia di René Clément (1975)
- Emmanuelle l'antivergine (Emmanuelle: L'antivierge), regia di Francis Giacobetti (1975)
- La fabbrica degli eroi (Le bon et les méchants), regia di Claude Lelouch (1976)
- Chissà se lo farei ancora (Si c'était à refaire), regia di Claude Lelouch (1976)
- Il cadavere del mio nemico (Le corps de mon ennemi), regia di Henri Verneuil (1976)
- Anima persa, regia di Dino Risi (1977)
- Bilitis, regia di David Hamilton (1977)
- Striptease, regia di Germán Lorente (1977)
- Un altro uomo, un'altra donna (Un autre homme, une autre chance), regia di Claude Lelouch (1977)
- Türkiye, regia di Pierre Willemin - cortometraggio (1977)
- Nido de viudas, regia di Tony Navarro (1977)
- Niente vergini in collegio (Leidenschaftliche Blümchen), regia di André Farwagi (1978)
- Agenzia matrimoniale A (Robert et Robert), regia di Claude Lelouch (1978)
- Una corsa sul prato (International Velvet), regia di Bryan Forbes (1978)
- Les Ringards, regia di Robert Pouret (1978)
- A noi due (À nous deux), regia di Claude Lelouch (1979)
- Manidù - Uno squalo ribelle, un indigeno selvaggio, un fiore di ragazza (Beyond the Reef), regia di Frank C. Clark (1980)
- Les Borsalini, regia di Michel Nerval (1980)
- Bolero (Les uns et les autres), regia di Claude Lelouch (1981)
- Momenti intimi di madame Claude (Madame Claude 2), regia di François Mimet (1981)
- Salut la puce, regia di Richard Balducci (1983)
- Édith et Marcel, regia di Claude Lelouch (1983)
- Canicola (Canicule), regia di Yves Boisset (1983)
- Il commissadro (Les Ripoux), regia di Claude Zidi (1984)
- J'ai rencontré le Père Noël, regia di Christian Gion (1984)
- Seijo densetsu, regia di Tôru Murakawa (1985)
- Una donna, una storia vera (Marie), regia di Roger Donaldson (1985)
- Gefahr für die Liebe - Aids, regia di Hans Noever (1985)
- Un uomo, una donna oggi (Un homme et une femme, 20 ans déjà), regia di Claude Lelouch (1986)
- Una storia dei nostri giorni (Attention bandits!), regia di Claude Lelouch (1986)
- Top managers (Association de malfaiteurs), regia di Claude Zidi (1987)
- Oci ciornie, regia di Nikita Sergeevič Michalkov (1987)
- Bernadette, regia di Jean Delannoy (1988)
- Les Pyramides bleues, regia di Arielle Dombasle (1988)
- Una vita non basta (Itinéraire d'un enfant gâté), regia di Claude Lelouch (1988)
- Le chiavi della libertà (Keys to Freedom), regia di Steve Feke (1988)
- Der Atem, regia di Niklaus Schilling (1989)
- La passione di Bernadette (La Passion de Bernadette), regia di Jean Delannoy (1989)
- Ripoux contre ripoux, regia di Claude Zidi (1990)
- Tolgo il disturbo, regia di Dino Risi (1990)
- Ci sono dei giorni... e delle lune (Il y a des jours... et des lunes), regia di Claude Lelouch (1990)
- Le Provincial, regia di Christian Gion (1990)
- Les Clés du paradis, regia di Philippe de Broca (1991)
- La belle histoire, regia di Claude Lelouch (1992)
- L'inconnu dans la maison, regia di Georges Lautner (1992)
- L'amante del tuo amante è la mia amante (Tout ça... pour ça!), regia di Claude Lelouch (1993)
- Le Voleur et la Menteuse, regia di Paul Boujenah (1994)
- I miserabili (Les misérables), regia di Claude Lelouch (1995)
- Uomini & donne - Istruzioni per l'uso (Hommes, femmes, mode d'emploi), regia di Claude Lelouch (1996)
- Le Serment sous la lune, regia di Regis Ghezelbash (1997)
- Per caso o per azzardo (Hasards ou coïncidences), regia di Claude Lelouch (1998)
- Una per tutte (Une pour toutes), regia di Claude Lelouch (1999)
- Les Insaisissables, regia di Christian Gion (12000)
- Züri West - Am Blues vorus, regia di Regula Begert e Annina Furrer - documentario (2002)
- Peulraseutik teuri, regia di Il-seon Eo (2003)
- Ripoux 3, regia di Claude Zidi (2003)
- Le Genre humain, première partie: Les Parisiens, regia di Claude Lelouch (2004)
- Le Courage d'aimer, regia di Claude Lelouch (2005)
- Amore e libertà - Masaniello, regia di Angelo Antonucci (2006)
- Ces amours-là, regia di Claude Lelouch (2010)
- D'un film à l'autre, regia di Claude Lelouch - documentario (2011)
- Parliamo delle mie donne (Salaud, on t'aime), regia di Claude Lelouch (2014)
- Uno più una (Un + une) regia di Claude Lelouch (2015)
- Tourner pour vivre, regia di Philippe Azoulay - documentario (2016)
- Chacun sa vie, regia di Claude Lelouch (2017)
- I migliori anni della nostra vita (Les plus belles années d'une vie), regia di Claude Lelouch (2019)

## Premi e riconoscimenti
- candidatura Golden Globe per la miglior colonna sonora per Un uomo, una donna (1966)
- BAFTA per la miglior colonna sonora per Vivere per vivere (1967)
- Golden Globe per la miglior colonna sonora per Vivere per vivere (1967)
- Premio Oscar per la miglior colonna sonora per Love Story (1970)
- BAFTA per la miglior colonna sonora per Una donna e una canaglia (1973)
- César per la miglior colonna sonora per Bilitis (1977)
- César per la miglior colonna sonora per Bolero (1981)
- César per la miglior colonna sonora per Per caso o per azzardo (1998)